# برونو كارير
برونو كارير (بالفرنسية: Bruno Carrière)‏ هو مصور سينمائي ومنتج أفلام وكاتب سيناريو ومخرج فرنسي وكندي، ولد في 1953.

## وصلات خارجية
- برونو كارير على موقع IMDb (الإنجليزية)
- برونو كارير على موقع أول موفي (الإنجليزية)
- برونو كارير على موقع كينوبويسك (الروسية)